# Blaise Piffaretti
Blaise Piffaretti (Saint-Léonard, 9 maart 1966) is een Zwitsers voormalig voetballer die speelde als middenvelder.

## Carrière
Piffaretti speelde gedurende zijn carrière voor FC Sion, Neuchâtel Xamax en Lausanne-Sport. Hij werd landskampioen met FC Sion in 1992, en won de beker met Lausanne-Sport in 1999.
Hij speelde in totaal 23 interlands voor Zwitserland waarin hij niet tot scoren kwam.
Na zijn spelersloopbaan werd hij jeugdcoach en assistent-trainer bij FC Sion, ook trainde hij kort de jeugdploegen van de nationale ploeg.

## Erelijst
- FC Sion
  - Landskampioen: 1992
- Lausanne-Sport
  - Zwitserse voetbalbeker: 1999